# Danza di nudi
La Danza di nudi è un affresco con ampie porzioni a secco di Antonio del Pollaiolo, databile al 1475 circa e conservato a Villa La Gallina ad Arcetri (Firenze). 

## Storia

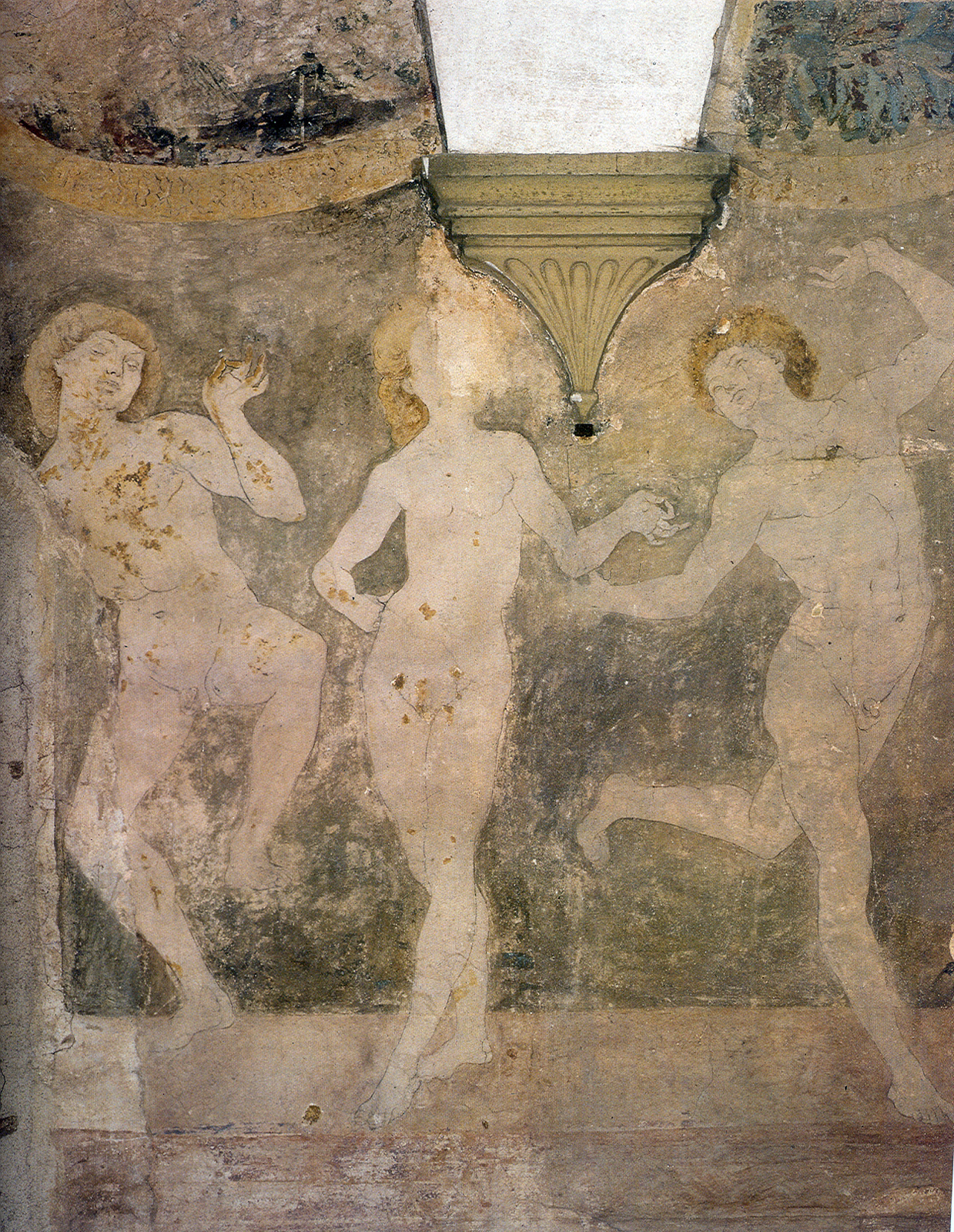
Dettaglio a colori

I fratelli Jacopo e Giovanni Lanfredini furono due costanti sostenitori di Antonio del Pollaiolo. Questi due potenti banchieri, diplomatici e amici dei Medici, si erano ad esempio fatti garanti del giovane Antonio, soprattutto Jacopo, per la Croce del Tesoro di San Giovanni oppure per sollecitare il pagamento all'artista dei candelieri realizzati per il Duomo di Pistoia nel 1462. Fu probabilmente Jacopo, che si definiva affezionato ad Antonio "come a fratello", a suggerirlo a Piero il Gottoso per la realizzazione delle tre tele erculee di Palazzo Medici.
Verso il 1465 i due fratelli Lanfredini incaricarono il Pollaiolo di decorare il salone al pian terreno della loro villa suburbana con un ciclo di Nudi danzanti, un omaggio alla cultura classica fiorentina, con figure che citano numerosi esempi antichi. Il ciclo di affreschi occupa solo una parte delle pareti, per cui si è pensato che potesse essere stato interrotto. 
I dipinti, che creavano un'atmosfera gioiosa e paganeggiante, ricordando l'ebbrezza del ballo sfrenato dei Canti carnascialeschi, vennero probabilmente imbiancate molto presto, forse già all'epoca delle predicazioni di Girolamo Savonarola, di cui i Lanfredini furono seguaci, tanto che il Vasari ne ignorò l'esistenza, come per altro fece per altri affreschi in ville fiorentine. A tal proposito sono pertinenti le parole pronunciate dal Savonarola durante un discorso:
La figura femminile venne addirittura coperta con uno strato di pece. L'affresco fu scoperto solo nel 1897 dal conte Paolo Galletti nella sala dove anni prima era stata aperta una porta che purtroppo aveva inconsapevolmente distrutto una parte delle pitture. 

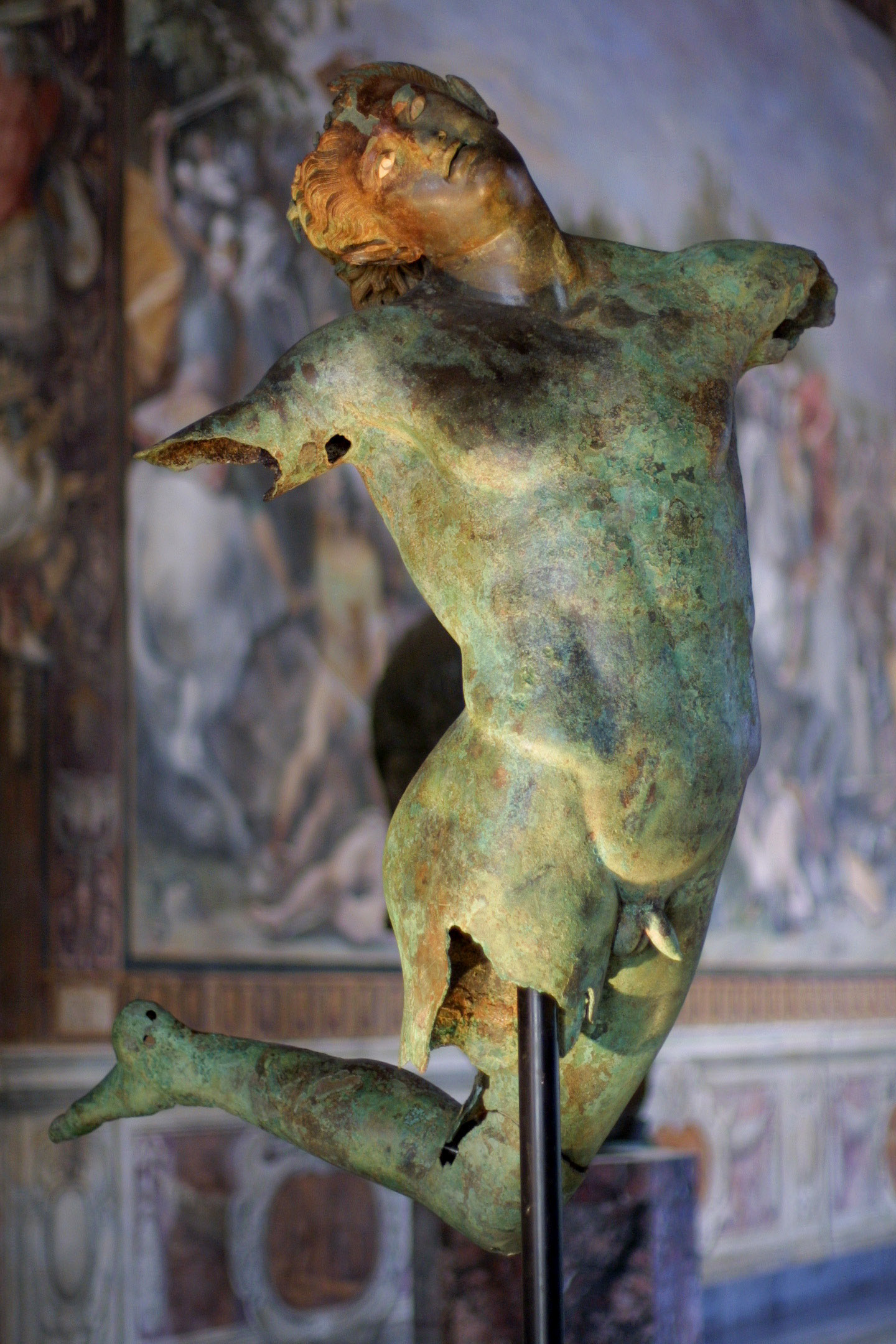
Il Satiro Danzante

## Descrizione e stile
Secondo le consuetudini iconografiche dell'epoca il dipinto era probabilmente concepito come un finto arazzo, con scritte di corredo; nei tondi si trovano raffigurazioni di fiori e frutta. 
Nonostante lo stato di conservazione non sia ottimale, dovuto anche alla tecnica che prevedeva ampie parti a secco, quanto rimane riesce ancora a dare un'idea della potenza dell'opera, il cui movimento frenetico non può che essere opera del migliore specialista della "linea funzionale" (espressione di Roberto Longhi per indicare i contorni vibranti che trasmettono l'idea di movimento), tanto che il ciclo è unanimemente considerato dalla critica come il più importante complesso di iniziazione dionisiaca del XV secolo.
Le cinque figure superstiti sono composte in scorci difficili e arditi, con un'infallibile incisività del segno. Le anatomie sono asciutte e generano una tensione dinamica grazie ai ritmi della linea di contorno. La spazialità è piatta e si sviluppa tutta in primo piano, sul modello della pittura vascolare antica. 
Straordinaria è la somiglianza tra l'ultimo satiro della serie e il Satiro danzante in bronzo, copia romana di un originale greco, conservato nel Museo di Mazara del Vallo, una cui simile effigie era stata forse vista dal Pollaiolo su un rilievo di un sarcofago o sul cammeo del I secolo a.C. già nelle collezioni medicee ed oggi al Museo archeologico nazionale di Napoli.